# Angaria neglecta
Angaria neglecta is een slakkensoort uit de familie van de Angariidae. De wetenschappelijke naam van de soort is voor het eerst geldig gepubliceerd in 1993 door Poppe & Goto.